# Marielle Thompson
Marielle Thompson, född den 15 juni 1992 i North Vancouver, är en kanadensisk freestyleåkare.
Hon tog OS-guld i damernas skicross i samband med de olympiska freestyletävlingarna 2014 i Sotji.